# Парламентські вибори в Казахстані 2007
Дострокові вибори в мажиліс парламенту Республіки Казахстан в 2007 році пройшли 18 серпня (за партійними списками) і 20 серпня (вибори депутатів від Асамблеї народу Казахстану). Проведення виборів було пов'язано з прийняттям у травні 2007 року поправок до Конституції Казахстану, згідно з якими кількість депутатів мажилісу було збільшено з 77 до 107 осіб, при цьому були скасовані одномандатні виборчі округи - згідно з ними депутати обиралися за партійним списком і асамблеєю народу Казахстану. 20 червня 2007 року Президент Казахстану Нурсултан Назарбаєв підписав Указ, відповідно до якого третє скликання мажилісу парламенту було достроково розпущене і були призначені дострокові вибори.
У парламентських виборах взяли участь сім політичних партій: Народно-демократична партія «Нур-Отан», Загальнонаціональна соціал-демократична партія, Демократична партія Казахстану «Ак жол», Казахстанська соціал-демократична партія «Ауил», Комуністична Народна партія Казахстану, Партія патріотів Казахстану і Партія «Руханіят». За підсумками виборів за партійним списком до мажилісу пройшли тільки представники пропрезидентської партії «Нур-Отан», яка за даними Центральної виборчої комісії Казахстану набрала 88,05% голосів виборців при явці виборців 64,56%.